# 東邦高等学校
東邦高等学校（とうほうこうとうがっこう、英: Toho High School）は、学校法人東邦学園が運営する、愛知県名古屋市名東区平和が丘に所在する私立高等学校。

## 概要
下出民義によって、1923年（大正12）3月9日文部省への設置申請。同年3月31日に認可され、に東邦商業学校（五年制甲種実業学校）が設立する。
1923年4月12日に受験・合格発表・入学式を同日中に挙行し、中区南新町（現在の名古屋市中区栄4丁目名古屋東急ホテルがある付近）にあった中京法律学校の教室を借用して開校された。
開校時の東邦商業学校の入学資格は義務教育である尋常小学校（満6歳で入学の6年制）を卒業か、さらに高等小学校（2年制）で学んだ男子生徒だった。また修業年限は5年（設立認可時は4年）で、1年生は12歳から14歳、5年生は17歳から19歳だった。
1923年12月29日に名古屋市千種区赤萩町（現在の東区葵三丁目住友生命千種ニュータワービル）に校地取得。1月26日に地鎮祭を行い、3月27日第一校舎が落成し、事務所を新校舎（赤萩校地）に移転した。赤萩校地の東側には千種駅から大曽根駅に向かう国鉄（現在のJR）中央線が走っていた。千種橋から学校を見下ろすと、北の隅に1棟の校舎が視認できた。
1924年（大正13）4月には新入生を迎えて赤萩校地で授業を開始した。
1948年（昭和23年）に新学制によって東邦高等学校（全日制課程）となる。
1971年（昭和46年）に赤萩校地から現在校舎がある名東区平和が丘（旧千種区猪子石）東山校地へ移転。
1985年（昭和60年）男女共学化する。名古屋市内の私立男子高が男女共学校へ移行するのは東邦高校が初めてだった。
2003年（平成15年）5月に赤萩校地から移転以来初めて校舎建て替えが行われる。日進市に日進グラウンド新設。
愛知県の私立高等学校では唯一美術科が存在する。

## 学科
普通科
- 普通コース（2年次より進学コース、文系選抜コース、理系選抜コースを選択）[1]
- 文理特進コース
- 人間健康コース
- 国際探究コース

美術科
- 2年次2学期より日本画、油絵、彫刻、デザインいずれかを選択

## 教育内容

### 建学の精神
真に信頼して事を任せうる人格の育成

### 校訓
真面目

### 教育目標
自治を重んじ、真面目に行動し、愛と平和を希求する、誰からも「信頼される人」の育成

### 教育プログラム
- キャリア教育
- ICT教育
- 国際交流
- 持続可能な開発のための教育（ESD）
- 大学との連携

## 沿革
- 1923年（大正12年）3月9日 - 下出民義が文部省に東邦商業学校の設置申請を行う。

- 1923年（大正12年）3月31日 - 文部省より東邦商業学校（5年制甲種実業学校）の設立が認可される。

- 1923年（大正12年）4月12日 - 午前中に初の受験生112人に対して入学試験を実施。同日午後2時に合格者98人を発表。この日に初の入学式を挙行した。入学式について「下出義雄氏ノ臨席ヲ得、入学式ヲ挙行ス」と記録されている。同日夜には「香川亭ニテ慰労ノ宴ヲ張ル」と慰労会が開催されたことも記録されている。 中区南新町（現在の名古屋市中区栄4丁目名古屋東急ホテルがある付近）にあった中京法律学校の教室を借用して開校された。
- 1926年 - 下出義雄（初代理事長）、オックスフォード、ケンブリッジ、イートンを視察。
- 1937年 - 八事に野球場を設ける。
- 1943年 - 戦時体育編成により野球部をはじめとした球技系部活動の廃止[2]。
- 1948年 - 新学制により、東邦高等学校に校名変更。
- 1953年 - 創立30周年記念事業として、新体育館建設。
- 1958年 - 東山校地（現在の本校所在地）総合グランド完成。
- 1964年 - 東山グランド内にプール新設。
- 1965年 - 東邦学園短期大学開学。
- 1971年 - 赤萩町より千種区猪高町猪子石（現在の名東区平和が丘）へ全面移転。愛知郡東郷町に第2校地として野球場新設。
- 1972年 - 体育館改築。
- 1977年 - 全天候型温水プール完成。夏の第59回全国高校野球準優勝。
- 1983年 - 創立60周年を祝し、長野県下伊那郡売木村に野外活動センター「うるぎ山荘」竣工。
- 1985年 - 男女共学へ移行。
- 1988年 - 南京外国語学校（中華人民共和国・南京市）と友好協定調印。春の第60回選抜高校野球で準優勝。
- 1989年 - 春の第61回選抜高校野球優勝。平成最初の優勝校になる。
- 1990年 - 普通科に国際コース、理数コースを設置。シャーリー・ボーイズ・ハイスクール（ニュージーランド）と友好協定調印。マリアン・カレッジ（ニュージーランド）と友好協定調印。
- 1991年 - 普通科に美術・デザインコース設置。
- 1993年 - 創立70周年を祝う。美術科新設。
- 1994年 - 6号棟（音楽棟）、7号棟（彫塑棟）完成。
- 1995年 - 戦後50周年を機に、高校校庭に「平和の碑」を建立。
- 1996年 - 韓国籍元在校生13名に半世紀ぶりの特別卒業証書を授与。学園の後援組織「フレンズ・TOHO」設立。
- 1997年 - サレジアン・カレッジ（オーストラリア）と友好協定調印。
- 1999年 - 商業科に情報コース・経理コース・グラフィックデザインコースを設置。
- 2001年 - 東邦学園大学開学。全教室空調完備。
- 2003年 - 創立80周年。
- 2007年 - 新校舎1期工事完成。東邦学園大学を愛知東邦大学に名称変更。人間学部開設。新校舎2期工事竣工。音楽棟、クラブハウス、グラウンド完成。
- 2008年 - 普通科に文理特進コースを設置。
- 2011年 - キャリア教育の研究と夏期インターンシップを導入。
- 2012年 - 2年普通コースの中に3類型（アクティブコース、チャレンジコース、サイエンスコース）設置。
- 2013年 - 学園90周年を迎える。全国美術高等学校協議会全国（あいち）大会の会長校として総会・協議会を開催。
- 2014年 - ユネスコスクールに正式加盟。本校において、4カ国5校姉妹校交流会を開催。テーマは「世界遺産を通して考える地球の未来」。
- 2015年 - 商業科募集停止。普通科に人間健康コースを設置。
- 2016年 - 制服の一部変更。
- 2017年 - 商業科廃止。[3]
- 2019年 - 春の第91回選抜高校野球で30年ぶり5度目の優勝。[4]
- 2020年 - 普通科に国際探求コースを設置。
- 2021年 - 人工芝グラウンド・テニスコート完成。
- 2023年 - 創立100周年。

## クラブ活動

### 硬式野球部
硬式野球部は甲子園全国大会に【春：31回、夏：17回、春夏合計：48回】出場。
甲子園全国大会【優勝：春5回、準優勝：春2回、夏1回】を誇る全国屈指の名門校であり、多くのプロ野球選手を輩出している。
選抜甲子園大会（春）の優勝回数5回は全国最多記録、春58勝は全国最多タイ記録である。
2019年（平成31年）春（第91回）で単独最多となる5度目の優勝を果たし、平成最初と最後の甲子園優勝校となった。
同じ愛知県内の強豪校である中京大中京高校、愛工大名電高校、享栄高校と並び「愛知私学4強」とされている。
過去に阪口慶三や森田泰弘が監督を務めた。

### 体育運動系
- アーチェリー部
- 空手道部
- 剣道部
- 硬式テニス部
- 硬式野球部 - ウェイバックマシン（2009年3月20日アーカイブ分）
- ゴルフ部
- サッカー部
- 水泳部
- ソフトテニス部
- ソフトボール部
- 卓球部
- ダンス部
- 軟式野球部
- バスケットボール部
- バトントワリング部
- バレーボール部
- 女子ハンドボール部
- 女子サッカー部

### 文化系
- アニメ研究部
- ESS部
- 映画研究部
- 演劇部
- 科学研究部
- 家庭科部
- 軽音楽部
- 経理部
- 落語研究部
- 茶華道部
- 写真部
- JRC部
- 情報処理部
- マーチングバンド部
- 吹奏楽部
- 美術部
- 文芸部
- 放送部
- 新聞部

### 同好会
- 囲碁将棋同好会
- サイクリング同好会
- 歴史研究同好会

## 著名な卒業生

### 政界・議員
- 江﨑真澄 - 通商産業大臣、自治大臣・国家公安委員長、衆議院議員
- 松野幸泰 - 元岐阜県知事・衆議院議員
- 浦野幸男 - 衆議院議員、労働大臣
- 日野紗里亜 - 衆議院議員

### スポーツ選手
- 岡田福吉 - 元プロ野球選手
- 片岡博国 - 元プロ野球選手
- 村上一治 - 元プロ野球選手
- 安井鍵太郎 - 元プロ野球選手
- 木下貞一 - 元プロ野球選手
- 日比野武 - 元プロ野球選手
- 猪子利男 -  元プロ野球選手
- 池端忠夫 - 元プロ野球選手
- 安居玉一 - 元プロ野球選手
- 前川正義 - 元プロ野球選手
- 尾崎律男 - 元プロ野球選手
- 北角富士雄 - 元プロ野球選手
- 水谷啓昭 - 元プロ野球選手
- 山倉和博 - 元プロ野球選手
- 山田和利 - 元プロ野球選手
- 安藤学 - 元プロ野球選手
- 山田勝彦 - 元プロ野球選手
- 山田喜久夫 - 元プロ野球選手
- 山田貴志 - 元プロ野球選手
- 湊川誠隆 - 元プロ野球選手
- 岡本浩二 - 元プロ野球選手
- 朝倉健太 - 元プロ野球選手
- 木下達生 - 元プロ野球選手
- 水野祐希 - 元プロ野球選手
- 岩田慎司 - 元プロ野球選手
- 石川貢 - 元プロ野球選手
- 丸山泰資 - 元プロ野球選手
- 関根大気 - プロ野球選手
- 石田健人マルク - 元プロ野球選手
- 藤嶋健人 - プロ野球選手
- 石川昂弥 - プロ野球選手
- 松井聖 - 元プロ野球選手
- 林琢真 - プロ野球選手
- 坂本佳一 - 元アマチュア野球選手
- 林尚克 - 元アマチュア野球選手
- 大矢正成 - 元アマチュア野球選手
- 横井人輝 - 野球指導者
- 森田泰弘 - 野球指導者、硬式野球部総監督
- 飯田明弘 - 元日本中央競馬会騎手
- 旭豊勝照 - 大相撲力士（元小結：現在の立浪親方）
- 水野泰輔 - プロサッカー選手（藤枝MYFC）
- 金弘淵 - 元プロサッカー選手
- アピアタウィア久 - プロサッカー選手（京都サンガF.C.）
- 杉田真教 - プロボクサー（WBCユース世界王者）
- 杉江大輔 - プロ総合格闘家（柔道部）
- 吉納翼 - プロ野球選手

### 芸能人・芸術家・文化人
- 天知茂 - 俳優
- 奥田瑛二 - 俳優
- 伊武雅刀 - 俳優　※中退
- 鬼頭明里 - 声優
- 山口翔悟 - （本名：山口達也） - 俳優
- 山中章子 - フジテレビアナウンサー
- 中田彩 - タレント（歯科医師を兼務）
- 毛利亘宏 - 劇団「少年社中」主宰者
- 三遊亭圓左衛門（本名：奥井裕史） - 落語家
- 堀越耕平 - 漫画家
- 山田裕貴 - 俳優、モデル[5][6]
- にわみきほ - モデル[7]
- 赤楚衛二 - 俳優、モデル

## 姉妹校
- 南京外国语学校 （中国 江蘇省 1988年）
- Shirley Boys' High School （ニュージーランド クライストチャーチ 1990年）
- Marian College  （ニュージーランド クライストチャーチ 1990年）
- Salegian College San Berry （オーストラリア ビクトリア州 1997年）

## 併設校
- 愛知東邦大学

## 交通アクセス
名古屋市営地下鉄
- 東山線 一社駅から徒歩で約20分。
- 東山線 星ヶ丘駅から徒歩で約22分。

名古屋市営バス
- 「平和が丘」バス停から徒歩で約3分。
- 「平和が丘三丁目」バス停から徒歩で約5分。

基幹バス（名古屋市営バス・名鉄バス）
- 「猪高車庫」バス停から徒歩で約10分。

## 近隣環境
- 平和公園
- 猫ヶ洞池
- 瑞光寺